# ریجاگه
ریجاگه (به صربی: Riđage) یک منطقهٔ مسکونی در صربستان است که در چاچاک واقع شده‌است. ریجاگه ۳٫۳۹ کیلومتر مربع مساحت و ۲۱۵ نفر جمعیت دارد و ۳۵۳ متر بالاتر از سطح دریا واقع شده‌است.